# ثمين نصرت
ثمين نصرت (بالفارسية: ثمین نصرت) (7 نوفمبر 1979) طاهية أميركية من أصول إيرانية، مقدمة برنامج تلفزيوني وكاتبة مجال الغذاء والأطعمة، تكتب بانتظام عمودًا في جريدة نيويورك تايمز، ولديها سلسلة وثائقية على منصة نيتفليكس تعتمد على كتاب الطبخ الخاص بها بعنوان ملح الدهون حمض الحرارة.

## نشأتها
ولدت ثمين في سان دييغو كاليفورينا، حيث هاجر والداها من إيران إلى الولايات المتحدة عام 1976، وتنتمي عائلتها إلى الديانة البهائية. نشأت ثمين في المدينة الجامعية في سان دييغو والتحقت بمدرسة لاجولا الثانوية، واعتادت أن تتناول المأكولات الإيرانية ولم تتعلم الطبخ حتى وصلت سن الرشد. في عام 1997 التحقت ثمين بجامعة كاليفورنيا وتخصصت في اللغة الإنجليزية. قررت العمل كنادلة في مطعم شيف بانيس عام 2000، ثم تحولت إلى طاهية ضمن ذلك المطعم. عملت ضمن مجال الطهي مع أليس ووترز إحدى أشهر الطهاة في أمريكا ووصفتها بأنها مُعلمة الطبخ العظيم القادم في أمريكا.